# Acidodontium megalocarpum
Acidodontium megalocarpum är en bladmossart som beskrevs av Ferdinand François Gabriel Renauld och Jules Cardot 1893. Acidodontium megalocarpum ingår i släktet Acidodontium och familjen Bryaceae. Inga underarter finns listade i Catalogue of Life.